# Imigração europeia nas Américas
A imigração europeia nas Américas foi um dos maiores movimentos migratórios ocorridos na História da humanidade. Entre os anos de 1492 e 1930, mais de 60 milhões de europeus imigraram para as Américas. A chegada de Cristóvão Colombo às Bahamas, em 1492, colocou Europa e as Américas em contato pela primeira vez na História e esse acontecimento teve consequências profundas para os dois continentes, cuja História, a partir de então, ficaria para sempre entrelaçada.
A imigração de vários milhões de europeus para as Américas, a partir do seu descobrimento, foi fundamental para a formação da sociedade do Novo Mundo. O assentamento e as doenças europeias devastaram boa parte das populações indígenas americanas e levaram a uma disputa territorial que teve como resultado espalhar a presença europeia desde a Baía de Hudson, no norte do Canadá, até a Terra do Fogo, na ponta sul da América do Sul. Dos portos atlânticos da Europa — inicialmente da Espanha e de Portugal, às quais se juntaram as outras potências coloniais (Grã-Bretanha, França e Países Baixos)  e, posteriormente, das mais diversas partes do continente — onda após onda de colonos e imigrantes, ricos e pobres, embarcou em busca de fortuna "além-mar".
Entre 1492 e 1820, aproximadamente 2,6 milhões de europeus imigraram para as Américas, dos quais pouco menos de 50% eram britânicos, 40% eram espanhóis ou portugueses, 6% eram suíços ou alemães e 5% eram franceses. Fidalgos, funcionários do governo, comerciantes, servos, Filles du Roi, artesãos, soldados, agricultores e fazendeiros estavam entre esses europeus que embarcaram para as Américas, no início da Idade Moderna.
Todavia, foi no século XIX e na primeira metade do século XX que a imigração europeia para as Américas atingiu seu ápice histórico. Nunca antes na História da humanidade tantas pessoas imigraram para um outro continente. Entre 1815 e 1930, 60 milhões de europeus emigraram, dos quais 71% foram para a América do Norte, 21% para a América Latina e 7% para a Austrália. Essa imigração em massa teve como pano de fundo problemas econômicos e sociais no Velho Mundo, aliados a mudanças estruturais que facilitaram o movimento migratório entre os dois continentes. Britânicos e ibéricos continuaram imigrando, porém os fluxos oriundos de outras regiões da Europa, particularmente Alemanha, Itália, Irlanda, Áustria-Hungria, Império Russo e de países escandinavos também se tornaram numerosos.

## Histórico da imigração

### Entre 1492 e 1640
| Portugal      | 200.000 |
| Espanha       | 190.000 |
| Grã-Bretanha  | 50.000  |
| França        | 4.000   |
| Países Baixos | 2.000   |
| Total         | 446.000 |

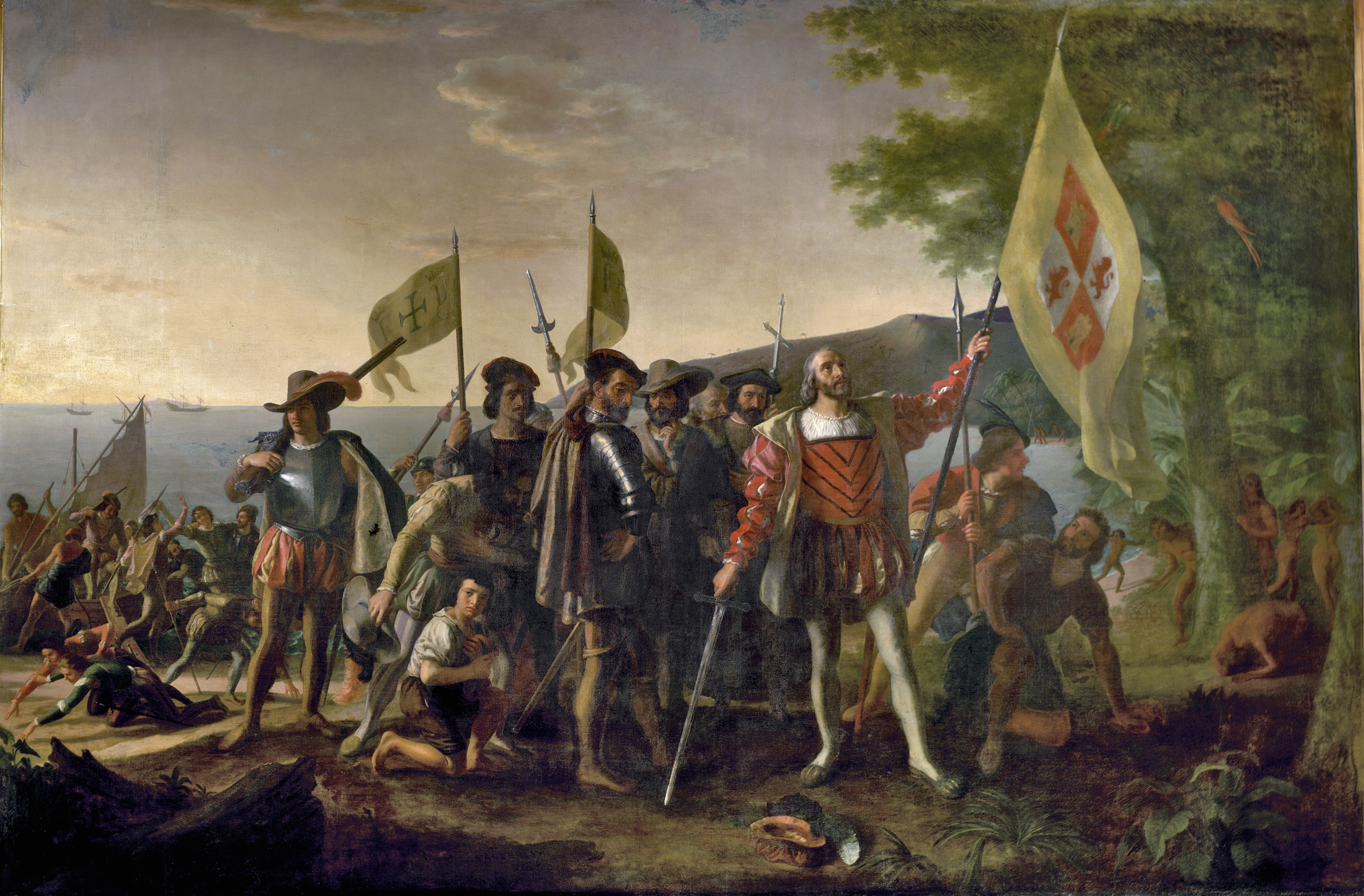
Desembarque de Colombo na Ilha de Guanahaní, Índias Ocidentais (1846), de John Vanderlyn.

Entre 1492 e 1640, aproximadamente 446.000 europeus imigraram para as Américas. Nessa fase, a imigração foi dominada por espanhóis e portugueses, que corresponderam a 87% dos colonos que deixaram a Europa. No final do século XV e no início do XVI, a decisão dos monarcas espanhóis e portugueses de tomar posse do Novo Mundo e estabelecer colônias governadas pela coroa exigiu a transferência de grande número de colonos. Além da pilhagem das sociedades indígenas americanas, as descobertas espanholas de minas de prata em Potosí, no Alto Peru, e Zacatecas, no México, na década de 1540, forneceram um estímulo significativo à imigração durante o restante do século. A longo prazo, no entanto, o desenvolvimento mais importante que incentivou a imigração em larga escala de colonos da Europa Ocidental não foi tanto a pilhagem de civilizações indígenas e a descoberta de minerais preciosos, mas a produção de bens de consumo em alta demanda na Europa, principalmente o açúcar e, em menor escala, o tabaco.
As plantações de açúcar foram estabelecidas nas ilhas atlânticas das Canárias, Madeira e São Tomé, pelos espanhóis e portugueses, na segunda metade do século XV. Nas Américas, o Brasil português (especificamente as capitanias nordestinas de Pernambuco e Bahia) emergiu como o epicentro da produção mundial de açúcar por volta de 1600, seguido meio século depois por um novo complexo de plantações de cana-de-açúcar fundado por ingleses e franceses (apoiado por mercadores holandeses) nas ilhas de Barbados, São Cristóvão, Martinica e Guadalupe, nas Índias Ocidentais. Enquanto isso, em Chesapeake, as colônias inglesas da Virgínia e Maryland começaram a expandir rapidamente a produção de tabaco, durante as décadas de 1620 e 1630. Tanto na América espanhola quanto na britânica, as colônias baseadas nas plantations absorveram a grande maioria dos imigrantes europeus (e africanos escravizados).
Durante o século XVI e a primeira metade do XVII, as origens dos imigrantes espanhóis foram fortemente oriundas do sudoeste espanhol, com a maioria dos colonos sendo provenientes da Andaluzia, Estremadura e Castela. A Andaluzia sozinha contribuiu com um terço a metade de todos os imigrantes da Espanha. Contudo, no final do século XVII e início do XVIII, o caráter da emigração espanhola mudou drasticamente, com um número muito maior de pessoas se deslocando das províncias mais pobres da costa norte (Galiza, Cantábria e País Basco), do leste (Catalunha) e das Ilhas Baleares e Canárias. No caso do Brasil, no primeiro século de colonização, os colonos provinham principalmente da região de Lisboa, mas posteriormente passaram a vir desproporcionalmente do Norte de Portugal (Trás-os-Montes e Douro e Minho).

### Entre 1640 e 1760
| Grã-Bretanha  | 592.000   |
| Portugal      | 300.000   |
| Espanha       | 160.000   |
| Alemanha      | 97.000    |
| França        | 96.000    |
| Países Baixos | 18.000    |
| Total         | 1.263.000 |

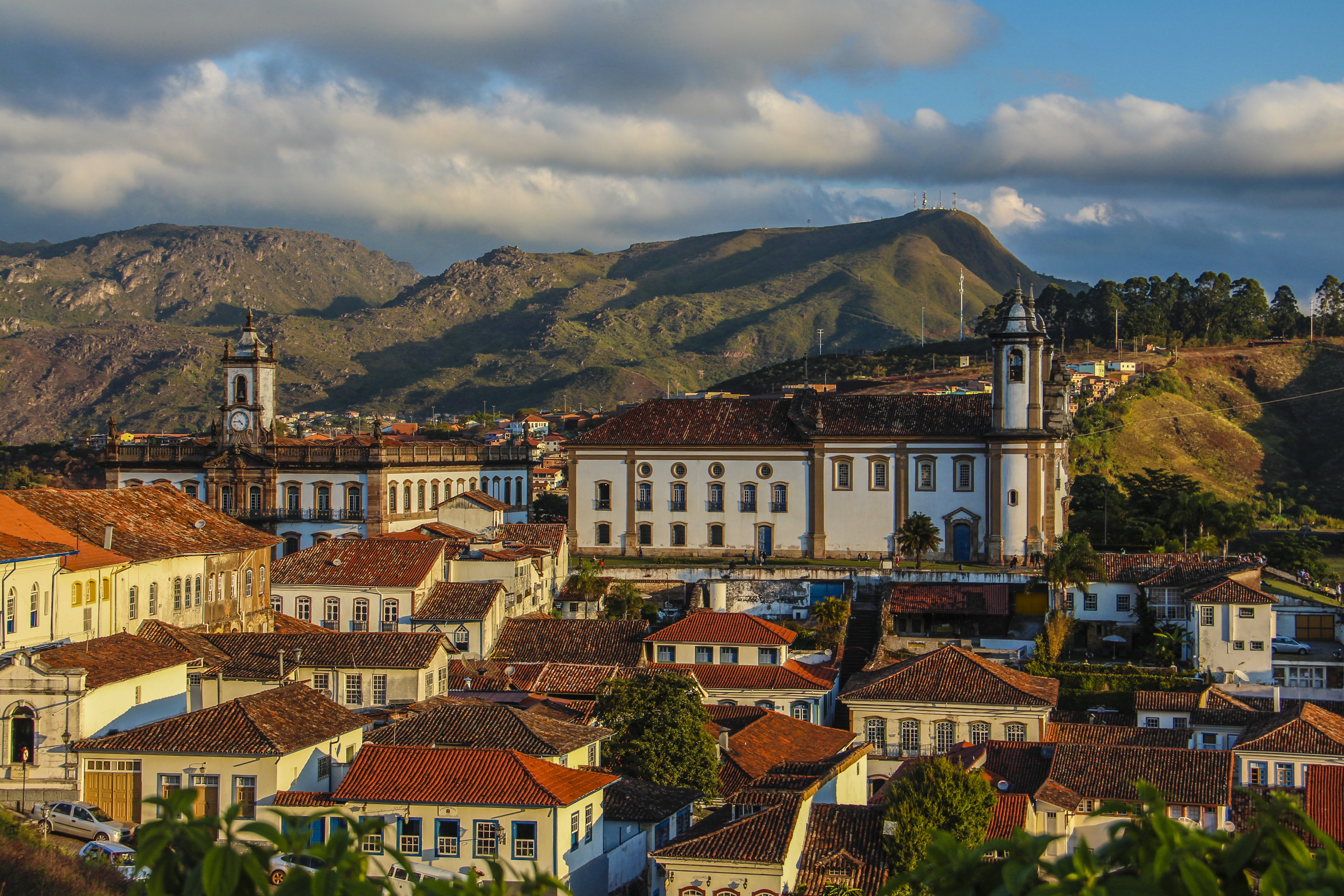
No século XVIII, Ouro Preto, então Vila Rica, chegou a ser uma das maiores cidades das Américas. A imigração portuguesa era tão intensa que o governo português limitou a imigração em 1720, para evitar o despovoamento de Portugal.

Na segunda fase, de 1640 a 1760, triplicou a imigração europeia para as Américas e a imigração britânica ultrapassou a espanhola e a portuguesa. Nesse período, perto de 1,3 milhão de colonos deixaram a Europa rumo ao Novo Mundo. A maioria dos 350.000 imigrantes ingleses que cruzaram o Atlântico, durante o século XVII, foi para as Índias Ocidentais (180.000) e para Chesapeake, no Sul dos Estados Unidos (120.000). Apenas cerca de 23.000 foram para as colônias centrais norte-americanas e 21.000 para a Nova Inglaterra.
Portugal e Espanha não tiveram dificuldades de encontrar cidadãos que estivessem dispostos a imigrar para as colônias americanas, de modo que a imigração ibérica para as Américas foi predominantemente espontânea. A oferta de portugueses e espanhóis dispostos a emigrar era tão alta que os governos português e espanhol até tiveram que restringir a imigração para as Américas (a Espanha, muito cedo, restringiu a emigração para as Antilhas Espanholas e Portugal teve de baixar três leis proibindo a migração de pessoas do Noroeste português para o Brasil, nos anos de 1709, 1711 e 1720, para conter o grande número de portugueses que estavam indo para Minas Gerais, durante a corrida do ouro). O ouro de Minas Gerais produziu uma era de prosperidade econômica não só na região mineira, como também no litoral brasileiro. Em relação à lei editada em 1720, autoridades portuguesas afirmaram: "Tendo sido o mais povoado, o Minho hoje é um estado no qual não há pessoas suficientes para cultivar a terra ou prover para os habitantes".
Porém, esse não foi o caso da Grã-Bretanha, da França e dos Países Baixos, nações que tinham dificuldades de recrutar colonos e que tiveram que apelar para uma imigração forçada ou semivoluntária. Frequentemente, se afirma que Portugal teve dificuldades de povoar o Brasil e que enviava criminosos portugueses para esse fim. Porém, essa afirmação não é verdadeira, pois o número de portugueses dispostos a emigrar para o Brasil, voluntariamente, sempre foi grande. Na verdade, enviar prisioneiros para as suas colônias foi uma prática mais comum na colonização britânica, e não na portuguesa.
Mais de 65% dos 600 mil britânicos que imigraram para as Américas, antes de 1780, chegaram na condição de trabalhadores forçados e mais de 60 mil eram prisioneiros condenados. Nas Antilhas, as autoridades francesas tiveram que apelar para voluntários (engagés) e prisioneiros para manter uma presença europeia nas colônias. Para povoar o Quebec e a Louisiana, o governo francês teve de  recrutar engagés, soldados e mulheres em orfanatos e asilos (as Filles du Roi). Os Países Baixos tiveram que recrutar marinheiros das companhias das Índias Orientais e Ocidentais (metade dos quais não eram holandeses), bem como soldados, trabalhadores forçados, órfãos e estrangeiros para povoar suas colônias.
Portanto, os imigrantes europeus desse período podem ser divididos em dois grupos: aqueles que chegaram livres e aqueles que estavam submetidos a alguma forma de obrigação contratual de trabalho. Destes últimos, a grande maioria era de servos contratados (britânicos), engagés (franceses) e redemptioners (alemães), que somaram cerca de meio milhão de imigrantes, entre 1500 e 1800. Condenados e presos políticos contribuíram com outros 129.000 imigrantes. Além disso, havia um número indeterminado de homens e mulheres que eram servos (por exemplo, criados espanhóis) a serviço de um servidor público, padre ou cavalheiro, mas que poderiam ser de posição social relativamente alta.
Muitos dos colonos britânicos, franceses, suíços e alemães que imigraram durante esse período estavam presos a um contrato de trabalho, que normalmente os obrigava a trabalhar de quatro a sete anos, em troca do custo da passagem, alimentação e hospedagem, e certos pagamentos chamados de "taxas de liberdade". As taxas de liberdade eram pagas pelo mestre ao servo, após a conclusão do período de serviço, e normalmente assumia a forma de provisões, roupas, ferramentas, direitos à terra, dinheiro ou uma pequena parte da colheita (tabaco ou açúcar).
É impossível precisar a proporção dos europeus que chegaram à América como trabalhadores não livres. Ao longo de todo o período, certamente nada menos que 25% eram servos, condenados ou prisioneiros. Durante os anos de pico da emigração de servos, na segunda metade do século XVII, a proporção era de cerca de 50%. Os servos contratados representavam entre 70 e 85% dos colonos que emigraram para Chesapeake e para as Índias Ocidentais Britânicas, entre 1620 e 1700. Na América do Norte britânica e francesa, essa mão de obra branca barata foi crucial para o desenvolvimento inicial das economias coloniais e antecedeu a adoção da escravidão africana, em várias gerações.

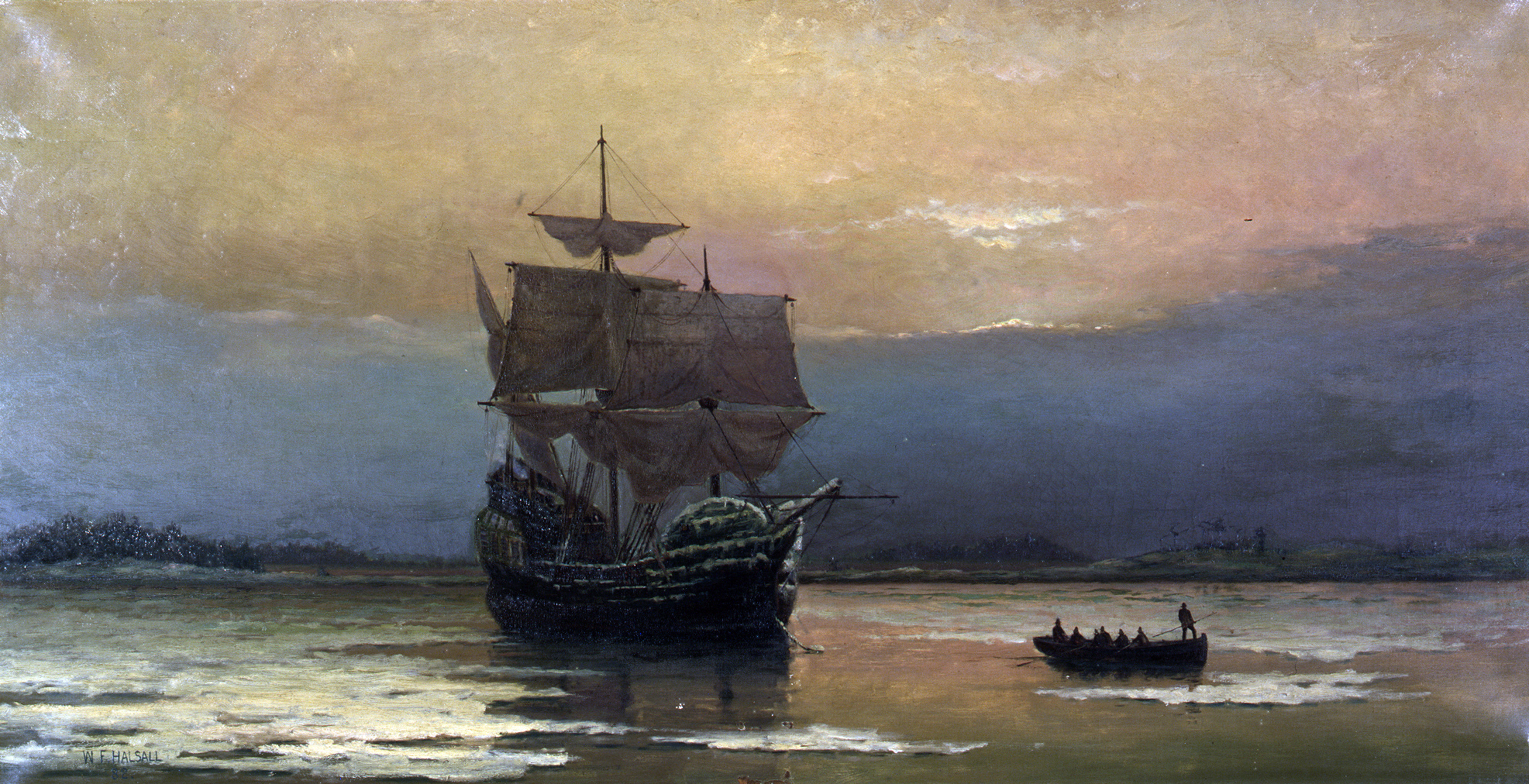
O Mayflower trazendo um dos primeiros grupos de colonos ingleses para a América do Norte.

Os criados vinham de uma ampla variedade de espectros da classe baixa, incluindo crianças pobres e vagabundos, trabalhadores não qualificados, empregados em serviços de baixo nível, empregados domésticos e agrícolas e trabalhadores têxteis pobres. A grande maioria era de jovens (entre dezesseis e vinte e cinco anos de idade), do sexo masculino e solteiros. Entre os emigrantes espanhóis do século XVI, as mulheres nunca representaram mais de 30% do total. Mais de três quartos dos servos que deixaram a Inglaterra, no século XVII, eram homens ou meninos, subindo para mais de 90%, entre 1718 e 1775. Dos engagés franceses que partiram de Nantes e Bordeaux, no início do século XVIII, mais de 90% eram homens e entre 67 e 70% tinham dezenove anos de idade ou menos. Frequentemente, se afirma que os colonos britânicos chegaram às Américas em grupos familiares, trazendo esposas. Porém, a proporção de mulheres somente foi alta em casos excepcionais, como dos puritanos que emigraram para a Nova Inglaterra e dos Quakers, para a Pensilvânia. A proporção de mulheres entre os imigrantes britânicos foi semelhante àquela entre os imigrantes portugueses e espanhóis: entre 20 e 25% do total. Os homens constituíram a maioria absoluta em quase todos os fluxos migratórios.

### Entre 1760 e 1820
| Grã-Bretanha  | 615.000 |
| Portugal      | 105.000 |
| Espanha       | 70.000  |
| Alemanha      | 51.000  |
| França        | 20.000  |
| Países Baixos | 5.000   |
| Outros        | 5.000   |
| Total         | 871.000 |

A fase final da imigração colonial, de 1760 a 1820, passou a ser dominada por colonos livres e foi marcada por um enorme aumento de imigrantes britânicos na América do Norte e nos Estados Unidos em particular. Nesse período, 871.000 europeus imigraram para as Américas, dos quais mais de 70% eram britânicos (incluindo irlandeses nessa categoria). Os imigrantes livres – aqueles capazes de financiar seu próprio transporte para a América – eram um grupo igualmente diverso. Centenas de milhares de agricultores e arrendatários independentes emigraram para estabelecer fazendas e plantações. Ao lado deles, havia um fluxo constante de pequenos nobres, profissionais e artesãos - mercadores, feitores, professores, médicos, padres, clérigos, contadores, ministros, tecelões, ferreiros, carpinteiros e outros - em demanda contínua à medida que as colônias se expandiram e amadureceram. O que os distinguia dos criados não era apenas a posse de algum capital para se estabelecerem na América, mas também ligações pessoais ou políticas.
Os imigrantes livres tendiam a ser mais velhos do que aqueles que chegavam submetidos a um contrato de trabalho e eram mais propensos a chegar com suas famílias, parentes ou amigos. Uma característica fundamental da segunda metade do século XVIII foi o número crescente de imigrantes qualificados e independentes que optaram por deixar a Europa em um cenário de crescente prosperidade e comércio. À medida que o comércio americano floresceu e os canais de comunicação foram fortalecidos, o custo da passagem caiu e as colônias se tornaram cada vez mais atraentes e acessíveis.
Os motivos para deixar a Europa — religiosos, políticos ou sociais — eram tão diversos quanto as origens sociais dos imigrantes, mas a oportunidade econômica no sentido mais amplo era a razão mais importante pela qual as pessoas embarcavam em navios para as colônias.
No primeiro século de colonização, a maioria dos colonos nas Treze Colônias (atuais Estados Unidos) provinha do sudoeste da Inglaterra. Porém, no século XVIII, as origens dos colonos tornaram-se mais diversas, com muitos vindo da periferia celta e da Alemanha (35% de irlandeses, incluindo escoceses-irlandeses do Ulster, 12% escoceses e 27% alemães). Por não ter colônias na região, chama a atenção o grande número de alemães que emigraram para as Américas antes de 1820, um número maior do que o de franceses e holandeses, os quais tinham colônias. Esses alemães foram para as colônias britânicas, sendo que a maioria foi recrutada na região da Renânia e chegou na condição de servos contratados, assim como chegou a maioria dos colonos britânicos.
Por sua vez, os governos espanhol e português não toleravam a presença de estrangeiros nas suas colônias. No Brasil, os portugueses aplicaram, a “ferro e fogo”, uma política de impedir que outros europeus viessem a se estabelecer na sua colônia, por meio do fechamento dos portos e da destruição de qualquer embarcação estrangeira que tentasse ancorar em terras brasileiras. Somente em 1808, quando ocorreu a abertura dos portos, abriu-se caminho para a imigração de não portugueses para o Brasil. A política imigratória espanhola era tão rigorosa que o governo espanhol proibia a entrada não apenas de estrangeiros nas suas colônias, mas também de espanhóis descendentes, até segundo grau, de judeus e muçulmanos convertidos, bem como de espanhóis que não fossem súditos do Reino de Castela, e mesmo os súditos tinham de ter autorizações especiais para emigrar para as colônias.

### Entre 1820 e 1930
| Imigração europeia para os Estados Unidos (1820-1978) | Imigração europeia para os Estados Unidos (1820-1978) |
| País de origem                                        | Total                                                 |
| ----------------------------------------------------- | ----------------------------------------------------- |
| Alemanha                                              | 6.978.000                                             |
| Itália                                                | 5.294.000                                             |
| Grã-Bretanha                                          | 4.898.000                                             |
| Irlanda                                               | 4.723.000                                             |
| Áustria-Hungria                                       | 4.315.000                                             |
| Rússia                                                | 3.374.000                                             |
| Suécia                                                | 1.272.000                                             |
| Noruega                                               | 856.000                                               |
| França                                                | 751.000                                               |
| Grécia                                                | 655.000                                               |
| Portugal                                              | 446.000                                               |
| Dinamarca                                             | 364.000                                               |
| Países Baixos                                         | 359.000                                               |
| Finlândia                                             | 33.000                                                |
| Total                                                 | 34.318.000                                            |
| Nota: muitos retornaram a seus países de origem       |                                                       |

Curiosamente, a imigração europeia para as Américas atingiu seu ápice quando a maioria dos países já tinha conquistado a sua independência. Cerca de 60 milhões de europeus emigraram entre 1820 e 1930, embora o período de maior volume migratório tenha sido entre 1870 e 1913. A era das grandes migrações parou abruptamente entre a Primeira Guerra Mundial e a Segunda Guerra Mundial, anos caracterizados pela divergência e desintegração da economia internacional que culminaram em movimentos maciços de trabalhadores. As transformações ocorridas na Europa, como resultado da expansão da industrialização e da modernização econômica, juntamente com melhorias extraordinárias nos sistemas de transporte e de comunicação, permitiram que milhões de trabalhadores se transferissem de uma Europa abundante em mão de obra para os chamados países do Novo Mundo, onde a oferta de terras era abundante e os fatores capital e trabalho, escassos.
Foram vários os fatores que levaram à maciça imigração europeia entre 1820 e 1930. O avanço tecnológico do século XIX tornou a viagem entre a Europa e as Américas bem mais rápida e segura. A modernização do conjunto de regras e princípios que regem a Bolsa de Valores e os Bancos facilitou a aplicação de capitais em outras partes do mundo. A internacionalização do mercado favoreceu a chegada de produtos do Novo Mundo, principalmente cereais, a preços muito competitivos. Isso causou perdas no setor agrícola europeu, que por vezes levou a crises, levando a população a emigrar. Ademais, no século XIX houve um enorme crescimento populacional no continente europeu, aliado à progressiva queda da mortalidade (fenômeno conhecido como “transição demográfica”), o que exerceu pressão sobre o setor agrícola. Essas mudanças dificultaram o acesso à terra pelas populações camponesas, porquanto aumentou o número de pessoas que tinham que sobreviver da produção de um mesmo lote de terra. Muitos europeus estavam literalmente passando fome. Na década de 1840, cerca de um milhão de irlandeses morreram de fome, devido a uma combinação de peste agrícola com desastre econômico, e cerca de dois milhões imigraram para sobreviver, entre 1845 e 1855.
Ademais, no século XIX, as informações passaram a circular mais livremente. Segundo Herbet Klein, "após 1870 os fluxos migratórios e as condições econômicas na América estavam estreitamente relacionados. Informações sobre as condições de emprego, em especial, estavam agora prontamente disponíveis em poucas semanas, nos principais países europeus de emigração". Há consenso entre os autores de que os imigrantes se dirigiam para os destinos cuja quantidade de recursos oferecidos era maior que em suas pátrias.
Não foi por acaso que os Estados Unidos foram, de longe, o país que mais recebeu imigrantes nesse período. Entre 1815 e 1930, mais de 32 milhões de europeus escolheram os Estados Unidos como país de destino. O crescimento da economia norte-americana demonstrava uma capacidade de absorção de mão de obra sem precedentes na História da humanidade. No entanto, o impacto da imigração na sociedade receptora foi maior no caso da Argentina, devido ao menor tamanho da população argentina quando recebeu a inundação migratória. Em 1914, 30% da população argentina era estrangeira, a maioria de italianos e espanhóis. Em 1908, a Argentina era um dos países mais ricos do mundo, com um rendimento per capita 90% superior ao da sua ex-metrópole, a Espanha.

A emigração estava inserida numa estratégia econômica. Através da emigração de um dos seus membros, a família diversificava os seus riscos, uma vez que “investia” em vários mercados ao mesmo tempo, partilhando custos (financiamento da viagem) e benefícios (envio de remessas para a família). As remessas serviam também para financiar a viagem dos potenciais emigrantes. Assim, tanto a emigração temporária quanto o envio de remessas formaram uma estratégia migratória que apresenta alto conhecimento dos mercados de trabalho e das condições de vida nos países de acolhimento por parte dos imigrantes. O grau de informação que em muitas regiões europeias foi alcançado sobre os mercados de trabalho nos países americanos mostra não só todos os mecanismos de transmissão de informação aos potenciais emigrantes (cadeias de imigração, família, amigos) mas também um mercado de trabalho internacional perfeitamente integrado, embora segmentado em termos de escolha de destinos.
| Itália                    | 6.710.000  | 39,9% |
| Espanha                   | 5.380.000  | 32%   |
| Portugal                  | 1.850.000  | 11%   |
| Alemanha                  | 470.000    | 2,8%  |
| Judeus da Europa Oriental | 420.000    | 2,5%  |
| Levante                   | 410.000    | 2,4%  |
| França                    | 360.000    | 2,1%  |
| Outros da Europa          | 1.220.000  | 7,3%  |
| Total                     | 16.820.000 | 100%  |

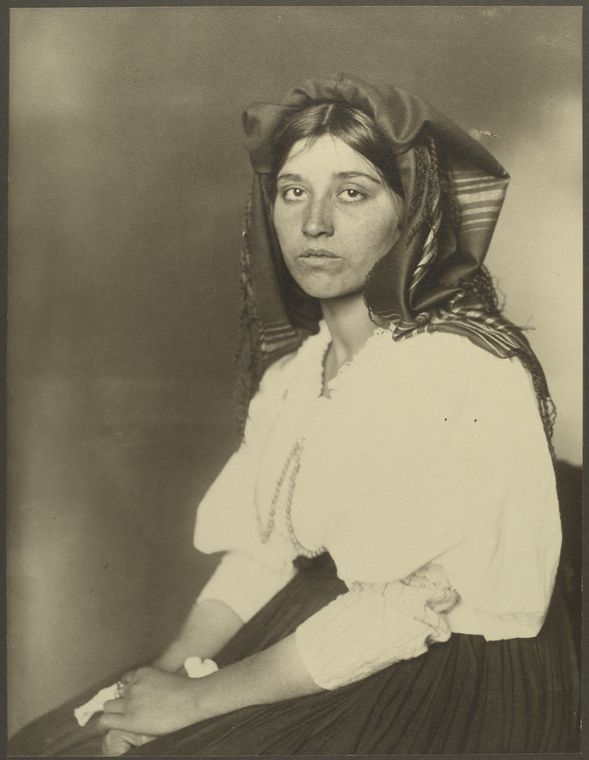
Uma imigrante italiana fotografada após ter chegado aos Estados Unidos (1906).

Os países que alcançaram altas taxas de emigração em meados do século XIX foram a Grã-Bretanha, a Irlanda, os Estados alemães e os países escandinavos. A partir da década de 1880, a Europa mediterrânea, liderada pela Itália, e a Europa Oriental apresentam as maiores taxas de emigração e atingem seus picos nos anos anteriores à Primeira Guerra Mundial.
Os irlandeses e britânicos escolheram principalmente os Estados Unidos como país de destino, assim como os escandinavos. Secundariamente, optavam pelo Canadá, que recebeu 5 milhões de imigrantes entre 1820 e 1932. Por sua vez, os italianos diversificaram seus destinos de acordo com suas origens regionais: os emigrantes do Norte da Itália escolheram principalmente os países latino-americanos, enquanto os do Sul emigraram para os Estados Unidos preferencialmente. Os espanhóis optaram quase exclusivamente pela emigração aos países da América Latina e muito pouco para os Estados Unidos e os portugueses optavam preferencialmente pelo Brasil.
A partir do século XIX, as origens geográficas dos imigrantes se alteraram. Nos séculos anteriores, os britânicos tinham sido os mais numerosos nos Estados Unidos, mas a imigração alemã ultrapassou a britânica após 1820, e, na América Latina, os imigrantes ibéricos, dominantes em todos os séculos anteriores, foram ultrapassados pelos italianos. Regiões que nunca haviam enviado imigrantes para as Américas, como o leste europeu, agora também se faziam presentes.
Durante a época das grandes migrações, os países de destino não só não colocaram obstáculos legais à entrada de trabalhadores estrangeiros, como muitos deles levaram a cabo políticas ativas de atração de mão de obra. O caso mais marcante é o do Brasil, onde, após a abolição da escravatura na década de 1880 e temendo a escassez de trabalhadores no cultivo do café, o governo do estado de São Paulo empreendeu um ambicioso programa subsidiado de imigração para trabalhadores europeus. O governo federal pagava a passagem de famílias inteiras para trabalharem nas plantações de café por um período de cinco anos, após o qual estavam livres para retornar ao seu país ou trabalhar em outro setor. No entanto, apesar da concorrência do governo brasileiro, entre 1880 e 1930, a Argentina teve poucos rivais na atração de imigrantes e tornou-se o principal país de destino dos emigrantes europeus que se dirigiam para a América Latina. Além do Brasil, Cuba foi o único país de clima predominantemente tropical a atrair muitos imigrantes europeus nesse período. Entre 1882 e 1930, mais de um milhão de espanhóis imigraram para Cuba, muitos dos quais para trabalharem nas fábricas de açúcar do país.
Essa imigração europeia em massa foi benéfica para as sociedades receptoras, pois contribuiu para o seu desenvolvimento econômico. A maioria dos imigrantes que chegavam era de jovens em idade de trabalhar. 76% dos imigrantes que entraram nos Estados Unidos, entre 1868 e 1910, se concentravam no grupo de idade entre 15 e 40 anos, enquanto esse mesmo grupo compunha apenas 42% da população total dos Estados Unidos. Segundo o censo argentino de 1914, 86% da população estrangeira na Argentina concentrava-se na faixa etária de 15 a 64 anos, enquanto para a população nativa essa mesma faixa etária representava 45%. Assim, os imigrantes contribuíam com uma alta parcela da população economicamente ativa dos países que os recebiam. A entrada desses jovens imigrantes no mercado de trabalho, mesmo quando as suas qualificações profissionais eram baixas, implicava numa importação de um capital humano que trazia benefícios líquidos, ao mesmo tempo que a sociedade receptora economizava com os custos, como com criação e educação, em virtude da sua faixa etária.
Nem todos os imigrantes permaneciam em definitivo na América. Entre 1860 e 1930, 20% dos emigrantes escandinavos retornaram ao seu país de origem; quase 40% dos ingleses e galeses que emigraram entre 1861 e 1913 retornaram, e, nas primeiras décadas do século XX, entre 40 e 50% dos imigrantes italianos retornaram para a Itália. Em muitos casos, esse imigrantes realizaram várias viagens migratórias ao longo da vida.
| Principais destinos dos imigrantes europeus (séculos XIX-XX) | Principais destinos dos imigrantes europeus (séculos XIX-XX) | Principais destinos dos imigrantes europeus (séculos XIX-XX) | Principais destinos dos imigrantes europeus (séculos XIX-XX) |
| Destino                                                      | Período                                                      | Número                                                       |                                                              |
| ------------------------------------------------------------ | ------------------------------------------------------------ | ------------------------------------------------------------ | ------------------------------------------------------------ |
| Estados Unidos                                               | 1821–1932                                                    | 32.244.000                                                   |                                                              |
| Argentina                                                    | 1856–1932                                                    | 6.405.000                                                    |                                                              |
| Canadá                                                       | 1831–1932                                                    | 5.206.000                                                    |                                                              |
| Brasil                                                       | 1818–1932                                                    | 4.431.000                                                    |                                                              |
| Austrália                                                    | 1821–1932                                                    | 2.913.000                                                    |                                                              |
| Cuba                                                         | 1901–1931                                                    | 857.000                                                      |                                                              |
| África do Sul                                                | 1881–1932                                                    | 852.000                                                      |                                                              |
| Chile                                                        | 1882–1932                                                    | 726.000                                                      |                                                              |
| Uruguai                                                      | 1836–1932                                                    | 713.000                                                      |                                                              |
| Nova Zelândia                                                | 1821–1932                                                    | 594.000                                                      |                                                              |
| México                                                       | 1911–1931                                                    | 226.000                                                      |                                                              |

## Consequências
A imigração europeia nas Américas mudou o rumo histórico do continente. A população indígena americana foi fortemente afetada. Por terem ficado por milênios isolados nas Américas, os ameríndios não tinham imunidade biológica às doenças do Velho Mundo, o que resultou numa catástrofe demográfica sem paralelos na História (com a possível exceção da Peste Negra medieval e da pandemia de influenza espanhola de 1918).

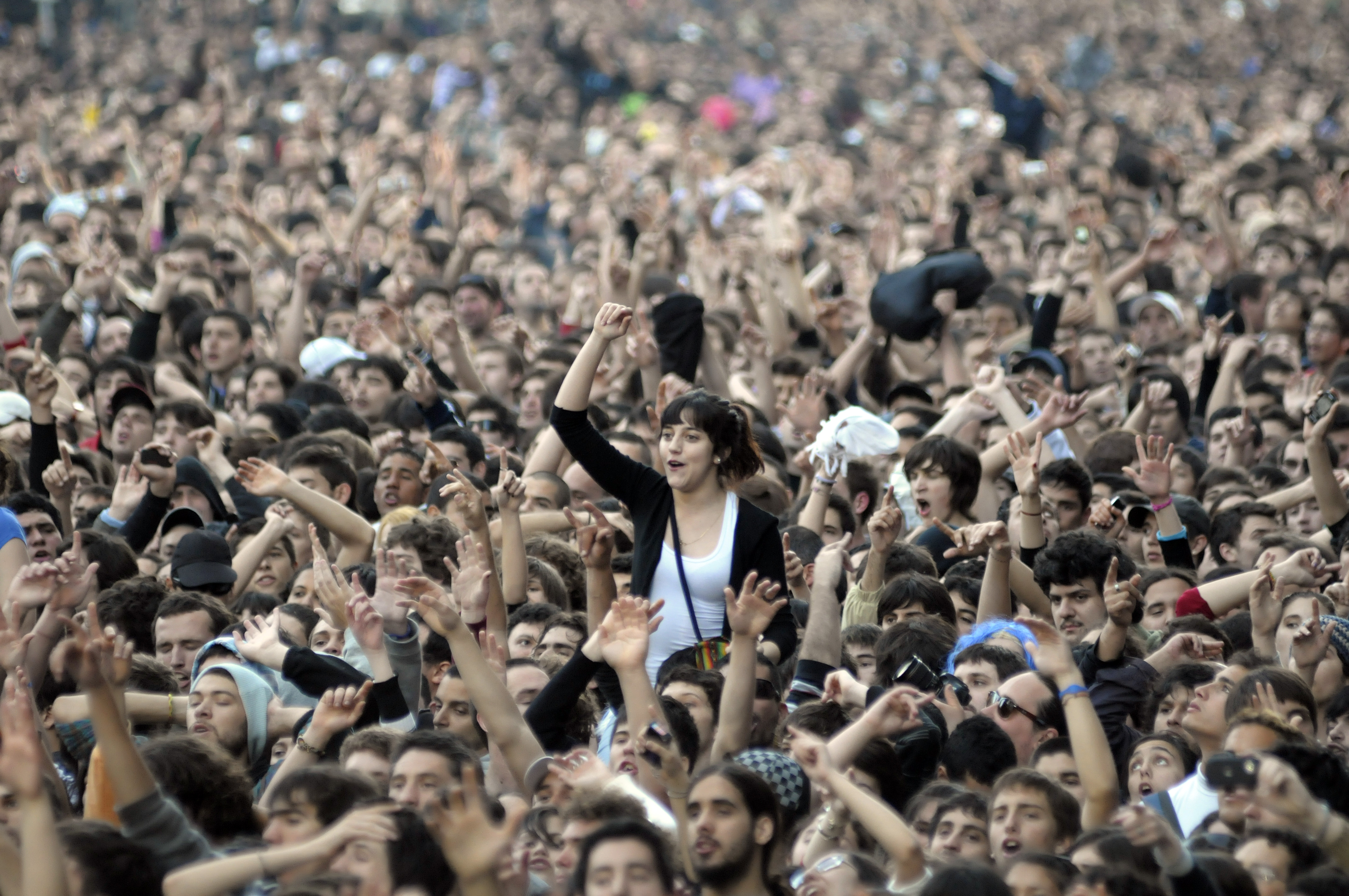
Uruguaios festejando o bicentenário do país. De acordo com um estudo genético, o Uruguai é um dos países das Américas onde o povo tem maior proporção de ancestralidade europeia.

A chegada dos europeus às Américas é considerada um ponto de viragem na história da humanidade,  marcando o início da globalização e caracterizada por mudanças demográficas, comerciais, econômicas, sociais e políticas.
Os europeus trouxeram para as Américas dezenas de novas plantas e animais, bem como tecnologias que não existiam na região e transformaram aspectos fundamentais da vida cotidiana do continente, desde hábitos alimentares e do vestuário a padrões de nomenclatura, arquitetura doméstica, trabalho e lazer, uso da terra, especificamente a introdução de agricultura extensiva, pecuária e culturas equestres. Trouxeram com eles o planejamento urbano, suas regras do Direito que afetou desde o casamento e as relações privadas até a herança e contratos comerciais. O cristianismo e, especificamente na América Latina, o catolicismo romano, serviu como elemento unificador e duradouro em toda a região, tanto no âmbito de crenças e práticas quanto como instituição pública. Além disso, trouxeram suas línguas, em particular o inglês, o espanhol, o português e o francês, idiomas falados pela esmagadora maioria dos habitantes das Américas.
Os europeus também deixaram profundas marcas genéticas nos habitantes das Américas e boa parte dos americanos atuais traçam sua ancestralidade total ou parcialmente na Europa. A porcentagem europeia de fundo gênico é de cerca de 84% no Uruguai; 79% na Argentina; 72% em Cuba; 71% no Brasil; 63% na Costa Rica, Porto Rico, Venezuela e Colômbia; 57% no Chile; 41% no Equador; 34% no México; 26% no Peru; e 12% na Bolívia. Em nenhum outro lugar do mundo os europeus deixaram mais descendentes do que nas Américas, nem mesmo nas recentes colônias africanas e asiáticas, onde a contribuição genética europeia é mínima.